# Cartaxo e Vale da Pinta
Cartaxo e Vale da Pinta (llamada oficialmente União das Freguesias de Cartaxo e Vale da Pinta) es una freguesia portuguesa del municipio de Cartaxo, distrito de Santarén.

## Historia
Fue creada el 28 de enero de 2013 en aplicación de una resolución de la Asamblea de la República de Portugal promulgada el 16 de enero de 2013 con la unión de las freguesias de Cartaxo y Vale da Pinta, pasando su sede a estar situada en la antigua freguesia de Vale da Pinta.

## Demografía
| Gráfica de evolución demográfica de Cartaxo e Vale da Pinta entre 2011 y 2021 |
|                                                                               |
| Datos según el nomenclátor publicado por el INE portugués.                    |